# August-Exter-Straße 32

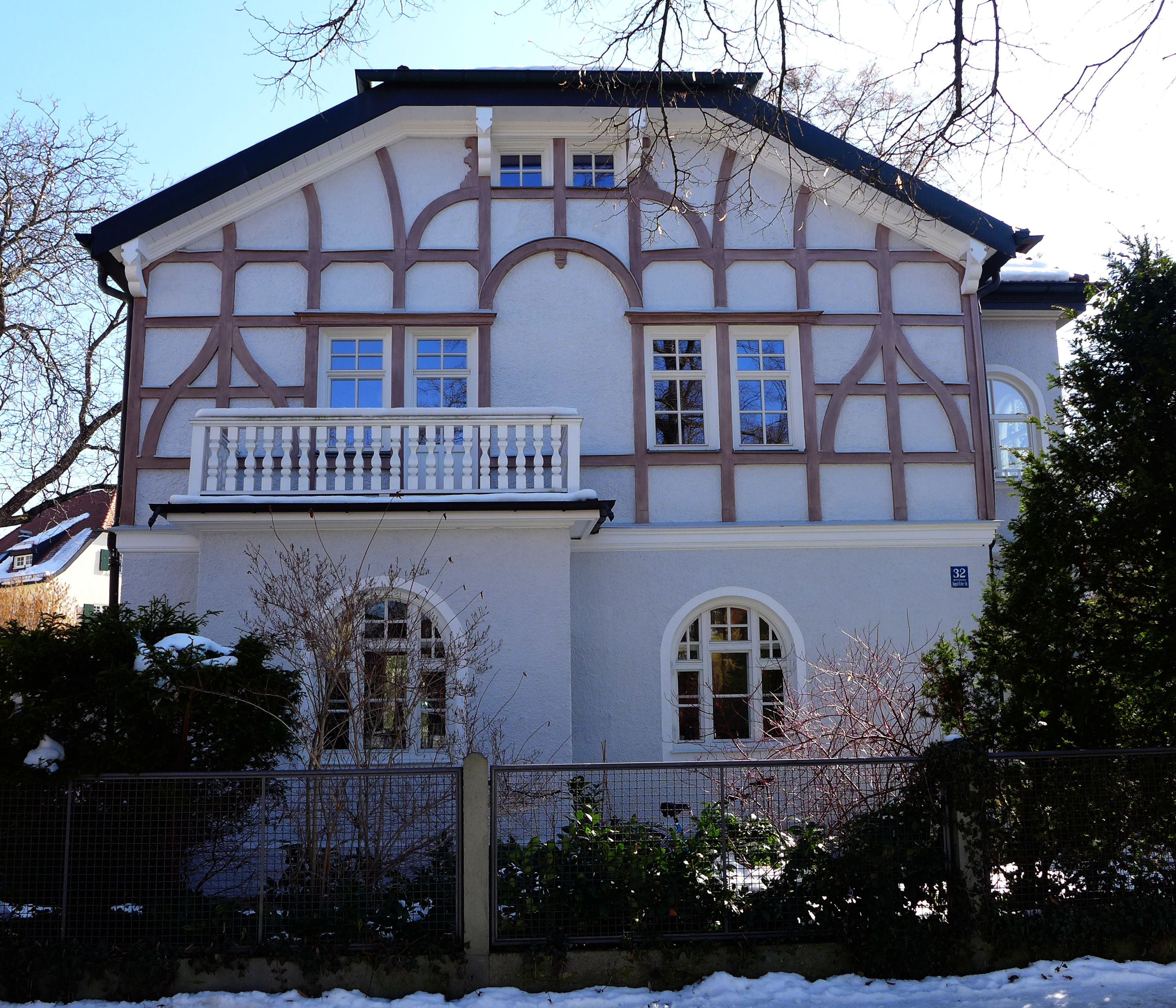
Haus August-Exter-Straße 32 im Stadtteil Pasing von München

Das Gebäude August-Exter-Straße 32 im Stadtteil Pasing der bayerischen Landeshauptstadt München wurde um 1895 errichtet. Die Villa in der August-Exter-Straße, die zur Erstbebauung der Villenkolonie Pasing I gehört, ist ein geschütztes Baudenkmal.
Das Haus wurde nach Plänen des Büros von August Exter erbaut. Die Villa im Fachwerkstil  mit Schopfwalmdach und Bodenerker besitzt im Erdgeschoss Rundbogenfenster. In einigen Details wurde das Haus im 20. Jahrhundert verändert.